# Odznaka tytułu honorowego „Zasłużony Lekarz Polskiej Rzeczypospolitej Ludowej”
Odznaka tytułu honorowego „Zasłużony Lekarz Polskiej Rzeczypospolitej Ludowej” – jedna z piętnastu odznak tytułów honorowych przyznawanych w PRL, ustanowiona 12 maja 1979 jako wyróżnienie dla najbardziej zasłużonych lekarzy, którzy w okresie wieloletniej pracy zawodowej wyróżnili się szczególnymi osiągnięciami w zapobieganiu chorobom, ich rozpoznawaniu i zwalczaniu, rehabilitacji leczniczej i rehabilitacja zawodowej, organizacji opieki zdrowotnej i opieki społecznej oraz badaniach mających doniosłe znaczenie dla rozwoju nauk medycznych.
Tytuł honorowy wraz z odznaką nadawano z okazji „Dnia Pracownika Służby Zdrowia” (pierwsza niedziela po 7 kwietnia). Odznakę noszono na prawej stronie piersi.
Wszystkie tytuły honorowe zostały zlikwidowane 23 grudnia 1992, ustawą z dnia 16 października 1992.